# ماركو مارتينو
ماركو مارتينو (بالإيطالية: Marco Martino)‏ هو منافس ألعاب قوى إيطالي، ولد في 21 فبراير 1960 في روما في إيطاليا.

## وصلات خارجية
- ماركو مارتينو على موقع الاتحاد الدولي لألعاب القوى (الإنجليزية)
- ماركو مارتينو على موقع أوليمبيديا (الإنجليزية)